# موش کور طلایی زرد
موش کور طلایی زرد(نام علمی: Calcochloris obtusirostris) نام یک گونه از سرده طلایی‌موش‌های آفریقای میانه است.